# Marcourt
Marcourt, en valón "Marcour", es una aldea o sección de la Comuna de Rendeux, situado en la provincia de Luxemburgo, Región Valona o de Valonia en Bélgica.
 Esta comuna era ya una unidad antes de la Fusión de comunas de 1977.
 Se encuentra en la rivera derecha del río Ourthe, afluente del río Mosa cerca de la localidad La Roche-en-Ardenne. Siendo una zona de habla francesa. Está hermanada con la localidad de Chiroubles (Rhone), en Beaujolais.

## Historia
En los alrededores existe un cementerio galo-romano que fue descubierto en Marcourt en 1837. La localidad formó parte del condado de Montaigu hasta 1147, luego al condado de Looz y Duras hasta alrededor de 1200, en que pasaron a los dominios de los señores de Walcourt, que reinaron sobre Marcourt hasta ceder su derechos a la familia de la Casa de La Marck en 1408. Desde 1545 hasta los años de la Revolución Francesa, fueron los condes de Stolberg y de Loewenstein los que se sucedieron en su control.

Marcourt fue sede de un Tribunal de Justicia así como del Preboste o Encargado de los Ríos.
Marcourt no ha formado parte de la provincia de Luxemburgo hasta el año 1839. Anteriormente formó parte del departamento francés de Sambre et Meuse. 
 La aldea de Cielle, fusionada en 1823, fue anexada a La Roche en Ardenne en 1977.

Durante la Segunda Guerra Mundial, el 11 de mayo de 1940, al día siguiente de la Campaña de los 18 días o Batalla de Bélgica, Marcourt fue tomada por las tropas alemanas de la 7.ª División Panzer (Wehrmacht), que tenía el objetivo de atravesar el rio Mosa a la altura de Dinant. Los alemanes tuvieron que arreglar el puente que había sido destruido para detener o ralentizar su avance. El día 9 de septiembre de 1944, en represalia por un ataque de la Resistencia local, diez habitantes del pueblo fueron quemados vivos por tropas nazis. Este episodio de la Segunda Guerra Mundial sirvió de motivo para la película de André Dartevelle y Francis Dujardin "Marcourt o la memoria secreta" (1996).

## Patrimonio histórico
- La Capilla y Ermita de San Thibaut. "El pastor de Mousny", en francés, es una leyenda de las Ardenas, que se desarrolla en esta zona, cerca del río y en el camino de La Capilla y Ermita de San Thibaut.
  - Artículo detallado sobre La Capilla y Ermita de San Thibaut, en francés
- Una iglesia del siglo XIV
- Un edificio histórico, caserón, llamado Maison Espagnole, "Casa Española", fue construido hacia 1632 por los condes de Loewenstein. La Maison Espagnole-Casa Española

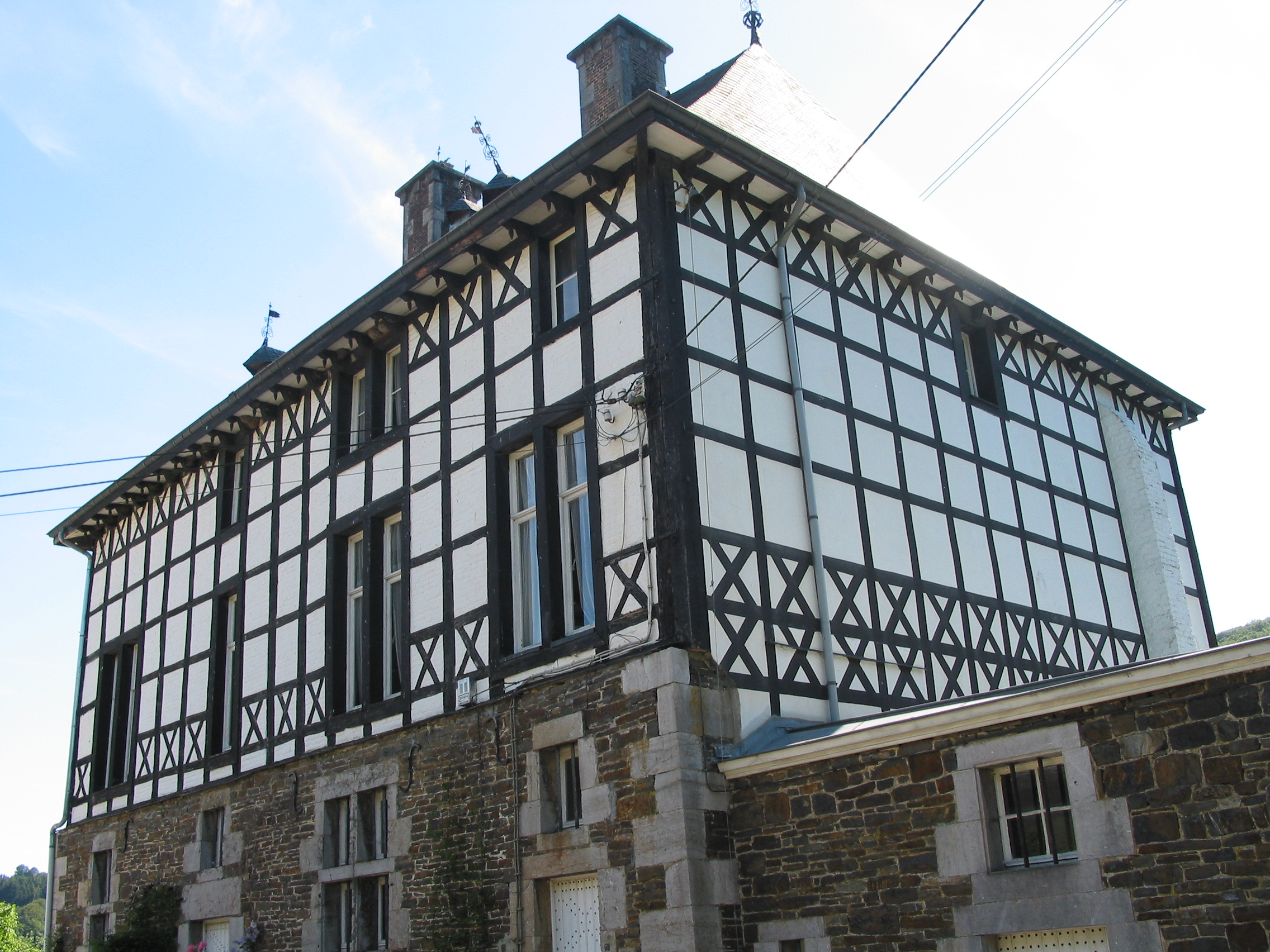
La Maison Espagnole-Casa Española

## Personas ilustres de la localidad
- Everar Mercurian(1514-1580), 4º General Superior de la Compañía de Jesús. El nombre Mercurian es una adaptación del gentilicio de Marcour.
- Jean de Mercurian, jesuita, confesor de los hijos del emperador Fernando II de Habsburgo
- Anna Josèphe Anna Josèphe Théroigne de Méricourt, aunque su verdadero nombre era Anne-Josèphe Terwagne (1762-1817), fue una mujer implicada en los primeros años de la Revolución Francesa, heroína y activista, que luchó por la igualdad en los derechos de las mujeres con los varones.[4]